# 亲子连名制
亲子连名制是许多民族文化传统中将父母名与子女名相连的取名方式。中国语言学家罗常培最早在藏緬語族中发现了父子连名制的现象。后来又有学者发现母子连名、舅甥连名等类似现象，且并不局限于藏缅族。

## 父子连名制
父子连名制是藏缅族等民族中的一种取名习俗，彝族、哈尼族、景颇族、基诺族、独龙族、怒族、佤族、苗族、瑶族等许多民族都有过此传统。，台灣原住民如泰雅族、賽德克族、賽夏族亦見此種命名方式。
父子连名制的方式包括以下几种：
- 正推顺连法：父名最后一或两个音节与子名最前的一或两个音节相重。如[2]：

恩亨糯－糯笨培－笨培呙－呙高劣
龚亚陇－陇亚告－告亚守－守亚美
一尊老勺－老勺渎在－渎在阿宗－阿宗一衢
阿宗阿良－阿良阿胡－阿胡阿烈－阿烈阿甲
又如南詔国的大部分君主的名字也符合此规律：
细奴逻－逻盛－盛逻皮－皮逻阁－阁逻凤－凤迦異－異牟尋－尋阁劝－劝龙晟
世隆－隆舜－舜化贞
- 逆推反连法：与正推顺连法相似，但顺序相反，即子名在前、父名在后。如：[3]

康更－猛康－克龙猛－特外克龙－萨特外－松萨－比里松－散比里
逆推后则首尾相连：
散比里－比里松－松萨－萨特外－特外克龙－克龙猛－猛康－康更
魯道·鹿黑－莫那·魯道－達多·莫那
- 冠姓连名法：父名与子名相连的同时，在名字之前（或之后）还冠以姓氏。如大理国权臣高氏世系：[2]

高智昇－高昇泰－高泰明－高明清
又如后大理国有三位君主的名字也符合此规律：
段智祥－段祥兴－段兴智
又如北韓金日成家族也符合此規律：
金日成－金正日－金正恩

## 母子连名制
在布朗族、独龙族、台灣原住民如泰雅族、賽德克族、賽夏族等民族中有子女名字与母亲名字相连的取名习俗，如布朗族的女性世系可如下取名：
玉南坎－玉甩南－玉温甩
其中“玉”表示女性，是性别区分。如第三代为男性，可取名为：
玉南坎－玉甩南－艾拉甩
其中“艾”表示男性，亦为性别区分。第四代则以艾拉甩之妻的名字相连。

## 其他
除父子连名制、母子连名制之外还有其他一些类似的取名方式。如怒族中还残留有舅甥连名的习俗。達悟族中则有从祖名的隔代相连的现象。
先秦时期的命氏制度中，“以王父字为氏”和“以父字为氏”，被许多学者认为与父子连名制相类似。